# خطوة بخطوة (مسلسل)
خطوة بخطوة (بالإنجليزية: Step by Step)‏ هو مسلسل كوميديا موقف تم إنتاجه في الولايات المتحدة. بدأ عرضه في سنة 1991. بلغ عدد مواسم المسلسل 7 مواسم، بلغ عدد حلقاته 160 حلقة، وتبلغ مدة الحلقة الواحدة 23 دقيقة. المسلسل من تأليف مايكل وارن، تم بث المسلسل لأول مرة بتاريخ 20 سبتمبر 1991 بينما تم بث آخر حلقة منه بتاريخ 26 يونيو 1998. من بطولة سوزان سومرز، أنجيلا واتسون وكريستين لاكين.

## روابط خارجية
- خطوة بخطوة على موقع IMDb (الإنجليزية)
- خطوة بخطوة على موقع ميتاكريتيك (الإنجليزية)
- خطوة بخطوة على موقع روتن توميتوز (الإنجليزية)
- خطوة بخطوة على موقع كينوبويسك (الروسية)
- خطوة بخطوة على موقع ألو سيني (الفرنسية)
- خطوة بخطوة على موقع قاعدة بيانات الفيلم (الإنجليزية)